# Фотосепаратор
Фотосепаратор, оптический сортировщик — оборудование, позволяющее осуществлять сортировку любого сыпучего материала, основываясь на таком физическом свойстве тела, как цвет. Для анализа объектов применяются как монохромные камеры (CCD, CMOS), так и цветные (например, RGB). В случае применения монохромной камеры полноправно говорить о сортировки по цвету нельзя — скорее, это можно назвать сортировкой по такому параметру, как оттенок (интенсивность).

## История создания
Страной, которая первой изготовила фотосепаратор, принято считать Японию. Использовались данные сепараторы для сортировки риса. По другой версии, впервые в промышленных масштабах оптические сортировщики стали применяться в США в 50-х гг. на производстве снековой (чипсы) продукции. В советское время в Ленинграде был создан экспериментальный экземпляр, но в серию он не вышел. На сегодняшний день фотосепараторы различных марок и конфигураций выпускают почти все страны мира.

## Технология фотосепарации
Возможности фотосепаратора сводятся к определению в потоке продукта, отличающегося по цвету инородного тела. При этом отличие годного от негодно продукта может быть минимальным. Имеется в виду монохроматическое сепарирование и отличие тона цвета одного продукта от тона другого. Помимо этого существуют сортировщики выделяющие по двум и более цветам (бихроматические, трихроматические, RGB — red-green-blue системы и их вариации). Есть также возможность сепарации светлого продукта, чёрного продукта, прозрачного продукта (стекла, пластика, минералов), сепарации в ИК-спектре (в том числе одинаковых по цвету частиц), рентген- и УФ-люминесцентная сортировка (основанная на эффекте свечения примесей в продукте при облучении этими длинами волн) и т. д.

## Принцип работы
В настоящее время основными являются два вида фотосепараторов: на сенсорах и CCD-камерах (или CMOS-камерах). Сенсор — это, по сути кремниевая пластинка, способная накапливать заряды. Фотосепараторы на основе сенсоров используют в качестве анализатора светового потока сенсор — кремниевый светоприёмник, при этом анализ зерновки происходит по всей площади (общим пятном) зерновки. Основной рабочий элемент ССD камеры — это кремниевая матрица из светочувствительных элементов. Изображение с ССD матриц получается точечным, в отличие от изображения получаемого с сенсора.
Также возможно использовать в системе анализа цветные камеры. Для ввода цветного изображения используют специальные системы, которые анализируют интенсивность потока в разных спектрах, а потом их суммируют. На сегодняшний день в аппаратах используется матрицы с 1024 пикселей, 2048 или 5120 пикселей по горизонтали. Матрица ССD осматривает полностью ширину лотка, а не отдельный канал.
Фотосепараторы с CCD камерами имеют преимущество перед сенсорными аппаратами, поскольку CCD камеры осматривают зерновку точечно. У них появляется возможность удалять в отход зерновки с мелкими дефектами, к примеру, при сортировке семечки — расколотые зерновки, при сортировке риса — вкрапления и заболевания и т. д.

## Применение
Фотосепаратор может применяться в различных отраслях пищевой промышленности, медицине, химической промышленности, при сортировке минералов и солей, рециклинге отходов (стекло, пластик) и т. д.
В качестве перерабатываемого материала относительно пищевой промышленности могут выступать рис, кунжут, горох, пшеница, овес, гречневая крупа, подсолнечник, чай, бобы и фасоль, орехи кедровые, орехи грецкие и т. д.
При выращивании любой агрокультуры особое значение имеет использование качественного семенного материала. Его очистка — весьма существенная проблема, решение которой имеет огромное значение. Особенно остро эта проблема проявляется при подготовке посевного материала мелкосеменных культур: овощей, трав, лекарственных, цветочных, некоторых технических культур.
Применение фотосепаратора даёт возможность производителям — семеноводам поставлять на рынок продукцию, соответствующую самым высоким требованиям и соответствующую действующим стандартам качества ГОСТам.
Фотосепараторы нашли наиболее широкое применение на предприятиях пищевой и перерабатывающей промышленности. Они востребованы там, где нужен максимально качественный отбор сыпучего сырья. Например, фотосепараторы занимают свое место в финальной части подготовительного процесса в мельничном производстве. Фактически, один раз пройдя через аппарат, зерно сортируется до 99,9 % чистоты.
Помимо зерна фотосепарация используется при сортировке массы других пищевых продуктов: бобовые и масличные культуры, орехи, семена трав, сушеные фрукты и ягоды.
Сейчас данная техника сортирует продукты по двум ключевым группам признаков. Первая — геометрические. Это размер, форма, площадь объекта, наличие сколов, трещин, других дефектов и т. д. Вторая группа — цветовые признаки. То есть, это сам цвет, оттенки, яркость продукта и др.
Ранее при помощи фотосепаратора была невозможна качественная обработка таких продуктов как подсолнечник с полосатой текстурой и изюм с плодоножками . В 2015 году Китайские ученые решили эту проблему. С внедрением нейронного алгоритма стало возможно качественное отделение подсолнечника с полосатой текстурой от семян с частично разрушенной оболочкой или другими дефектами и от посторонних примесей, также оборудование справляется с разделением изюма с плодоножками и от «чистого» изюма.
В 2016 году китайские разработчики пошли дальше и разработали фотосепараторы с искусственным интеллектом, что гораздо упрощает и улучшает качество сортировки продуктов, в отличие от старых моделей, фотосепаратор не нужно каждый раз перенастраивать для получения лучшего результата.
Фотосепараторы востребованы и на непищевых производствах. Так, с их помощью сортируют соли и минералы, а также стекло, пластик и отходы при вторичной переработке.